# Okręg wyborczy Charlton
Okręg wyborczy Charlton (ang. Division of Charlton) – dawny jednomandatowy okręg wyborczy do Izby Reprezentantów Australii, położony w centralnej części wybrzeża Nowej Południowej Walii. Powstał w 1984, jego patronem był lider Australijskiej Partii Pracy (ALP) z okresu międzywojennego Matthew Charlton. Okręg był uznawany za jeden z bastionów ALP, która nigdy nie przegrała w nim wyborów. 
Okręg został zlikwidowany przed wyborami w 2016 roku, w ramach prowadzonego regularnie przez Australijską Komisję Wyborczą dostosowywania podziału kraju na okręgi wyborcze, tak aby odpowiadał on zmieniającemu się zaludnieniu poszczególnych części każdego ze stanów i terytoriów. Dotychczasowy obszar okręgu Charlton został podzielony między okręgi Hunter i Shortland.  

## Lista posłów
| lata urzędowania | osoba       | przynależność             |
| ---------------- | ----------- | ------------------------- |
| 1984-1998        | Bob Brown   | Australijska Partia Pracy |
| 1998-2007        | Kelly Hoare | Australijska Partia Pracy |
| 2007-2013        | Greg Combet | Australijska Partia Pracy |
| 2013-2016        | Pat Conroy  | Australijska Partia Pracy |

źródło: 